# Coua huppé
Coua cristata
Espèce
Statut de conservation UICN

 LC  : Préoccupation mineure
Le Coua huppé (Coua cristata) est une espèce d'oiseau endémique de Madagascar appartenant à la famille des Cuculidae.

## Description
Le Coua huppé est un des représentants arboricoles de ce genre. Il est de taille moyenne (40 à 44 cm). Il présente une silhouette robuste mais élancée. Sa tête est grise, surmontée d'une huppe et marquée d'une zone périophtalmique bleu ciel. Les parties supérieures du corps sont gris vert et les inférieures claires avec la gorge grise et la poitrine fauve orangé. La longue queue est bleu noir avec les rectrices externes marquées de blanc sur leur quart apical.
En vol, cet oiseau se caractérise par ses ailes courtes et rondes et par sa longue queue bleu noir terminée de blanc.
Il ne peut être confondu qu'avec le Coua de Verreaux dont il se distingue par la taille supérieure, le menton et la gorge gris, la poitrine fauve orangé et les sous-caudales rousses.
Les immatures se distinguent des adultes par la zone périophtalmique très limitée, réduite à une trace bleu terne en arrière des yeux, par le bec de couleur chair, le menton, la gorge et la poitrine gris ainsi que les plumes des parties supérieures et des ailes marquées d'une tache apicale roussâtre.

## Sous-espèces
Le Coua huppé est représenté par quatre sous-espèces :
- Coua cristata cristata (Linnaeus, 1766)
- Coua cristata dumonti (Delacour, 1931)
- Coua cristata maxima (Milon, 1950) — plus grande que toutes les autres sous-espèces comme son nom l'indique mais aussi plus sombre.
- Coua cristata pyropyga (A. Grandidier, 1867)

## Habitat
Le Coua huppé fréquente les forêts primaires ainsi que les formations boisées secondaires. Il vit du niveau de la mer jusqu'à 1 200 m d'altitude.

## Alimentation
Cet oiseau se nourrit principalement d'insectes mais également de petits vertébrés, de mollusques, de baies et de divers fruits.

## Nidification
La nidification a été constatée en novembre et décembre. Le nid de cette espèce est construit dans un arbre entre 4 et 15 m de hauteur. Il présente la forme d'une coupe peu profonde. Il est constitué de brindilles et de radicelles. La ponte est de deux œufs blanc mat (en moyenne 34,7 x 26,5 mm). Le poussin présente un dessin buccal spécifique.